# کلیمووکا
کلیمووکا (به لهستانی:  Klimówka) یک روستا در لهستان است که در گمینا کوژنگتسا واقع شده‌است.